# Jodoigne
Jodoigne (wallonisch Djodogne, niederländisch Geldenaken) ist eine Gemeinde in der französischsprachigen Provinz Wallonisch-Brabant in Belgien. Sie besteht aus zehn Ortsteilen: Dongelberg, Jauchelette, Jodoigne, Jodoigne-Souveraine (niederländisch Opgeldenaken), Lathuy, Mélin, Piétrain (niederländisch Petrem), Saint-Jean-Geest (niederländisch Sint-Jans-Geest), Saint-Rémy-Geest und Zétrud-Lumay (niederländisch Zittert-Lummen).

## Weblinks

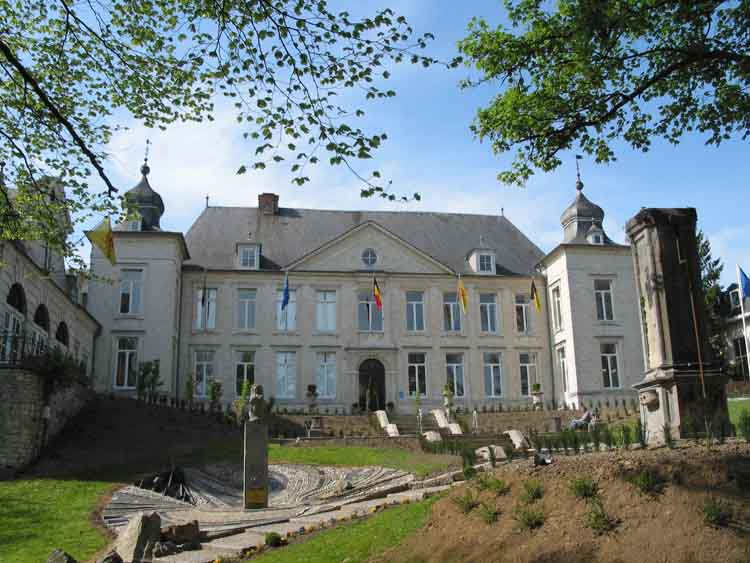
Rathaus von Jodoigne